# Benito Canales
Benito Canales är en ort i Mexiko.   Den ligger i kommunen Ixhuatlán del Sureste och delstaten Veracruz, i den sydöstra delen av landet, 500 km öster om huvudstaden Mexico City. Benito Canales ligger 19 meter över havet och antalet invånare är 166.
Terrängen runt Benito Canales är platt. Runt Benito Canales är det ganska glesbefolkat, med 31 invånare per kvadratkilometer. Närmaste större samhälle är Coatzacoalcos, 11,7 km norr om Benito Canales. Omgivningarna runt Benito Canales är en mosaik av jordbruksmark och naturlig växtlighet.